# Kościół św. Jana Chrzciciela w Brzózie Królewskiej
Kościół św. Jana Chrzciciela w Brzózie Królewskiej – zabytkowy rzymskokatolicki kościół parafialny należący do dekanatu Leżajsk II archidiecezji przemyskiej.
Znajduje się w środkowej części wsi, na tzw. Piaskach. Murowany z XIX-wiecznym wyposażeniem.